# فائزة عمسيب
فائزة عمسيب هي ممثلة سودانية من رائدات المسرح السوداني، استطاعت أن تشق طريقها إلى النجومية من خلال مشوار فني طويل حافل بالإنجازات والأعمال القيمة في مجال التمثيل على المستويين المحلي والعالمي، «عمسيب» ولدت في مدينة رفاعة ولاية  حيث النشأة الأولى.

## حياتها الفنية
بدأت حياتها الفنية بمؤهـل علمي هو دبلوم تمثيل - كلية الدراما - المعهد العالي للموسيقى والمسرح. بدات بناء مقدراتها الفنية من الصغر حيث تربت علي يد خالتها والتي من خلالها استطاعت أن تجوب عدداً كبيراً من ولايات البلاد وذلك بحكم عمل زوج (الخالة) كموظف حكومة متنقل، هذا الترحال كان زاداً لها في مشوارها الفني من خلاله تعرفت على تضاريس وطقوس ومناخات عدد من ولايات البلاد.

## جوائز وتكريم
تم تسمية فائزة عمسيب لعدد من الجوائز وحفلات التكريم من ضمنها مهرجان المسرح العربي 2013. كما تم تكريمها في الدورة الثامنة من مهرجان الأقصر للسينما الأفريقية مارس 2019. 

## ادوار مهمه في حياتها
- فيلم عرق البلح

## أعمالها الفنية

### أهم المسلسلات الإذاعية
- مسلسل عشاق تحت التمرين
- مسلسل ود كلتوم في الخرطوم
- مسلسل حكاية النجفة
- مسلسل الموت في الزمن الحي
- مسلسل حبيبة بت رحال
- مسلسل الحب والمستحيل

### أهم المسرحيات
- مســرحية الدهباية
- مسرحية ضريح ود النور
- مسرحية نقابة المطلقات
- مسرحية دربكين الليل
- مسرحية زوجة واحدة لا تكفي
- مسرحية بيان هام من عجائز السودان

### أهم المسلسلات التلفزيونية
- مسلسل المال والحب
- مسلسل الدافع والجريمة
- مسلسل في انتظار آدم
- مسلسل اللواء الأبيض
- مسلسل البيت الكبير
- سباعية الأرض الحمراء
- فلم في انتظار الإعدام